# 알라망
알라망(프랑스어: Allaman)은 스위스 보주의 모르주구에 있는 자치체이다. 이 마을은 1253년 보 백작이 지은 중세 알라망성으로 유명하다.

## 역사
알라망은 1234년에 Alamant로 처음 언급되었다.

공중 뷰(1946)

## 알라망성

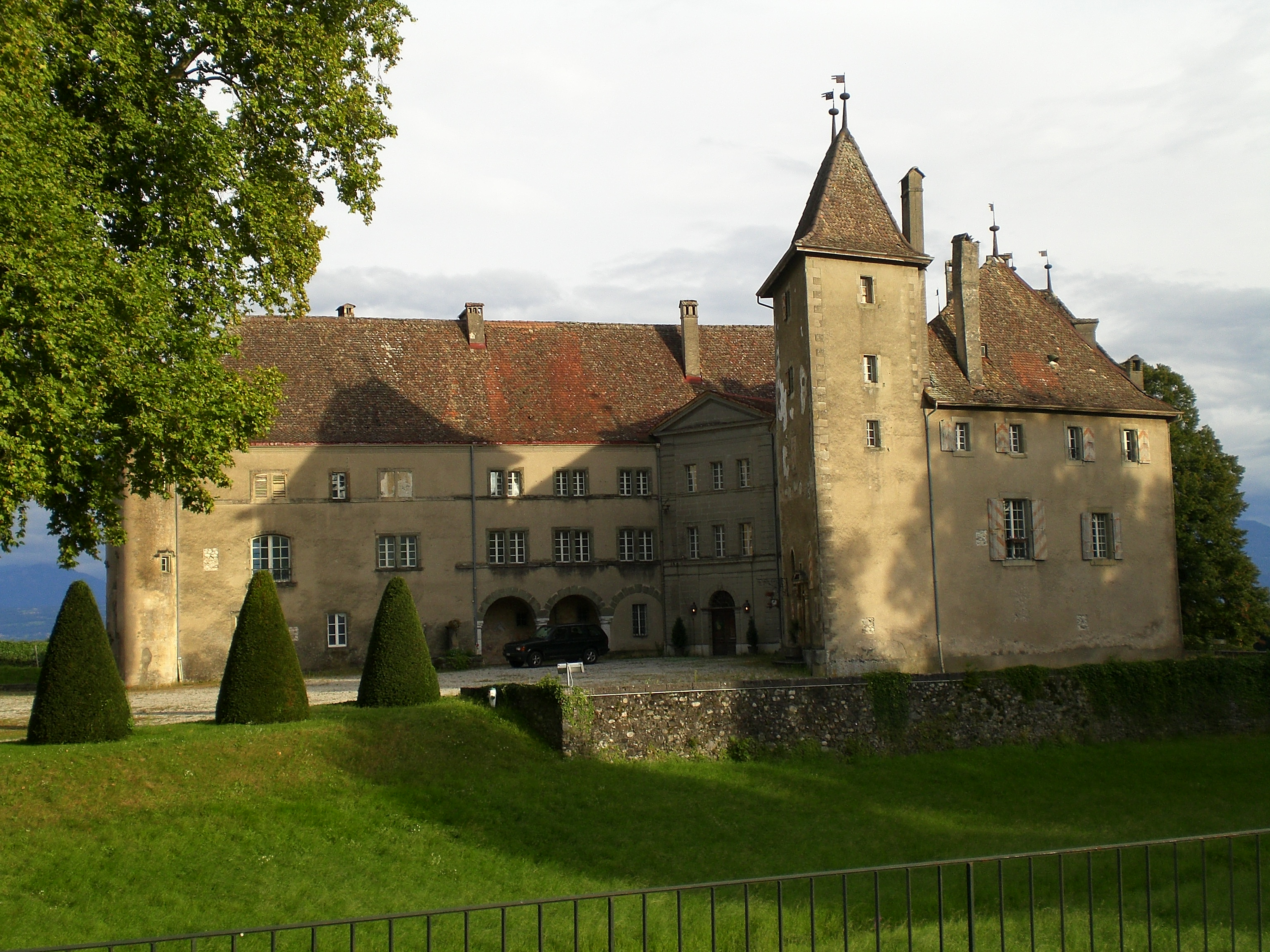
알라망성

1839년까지 상당한 재산을 소유한 부유한 제네바 자선사업가 장 자크 드 셀론은 프란츠 리스트나 조르주 상드뿐만 아니라 나폴레옹의 형제 조제프 보나파르트, 조제핀 드 보아르네, 바사노 공작, 카보우르 백작 카밀로 벤소, 볼테르과 같은 정치적 난민에게 성에 숙박을 제공했다. 1830년에 드 셀론은 국제연맹과 유엔 기구(UNO)의 전신인 평화 협회를 설립했다.
스위스에서 가장 큰 사유지 중 하나인 사유지는 330,000㎡에 걸쳐 있으며, 약 6,000㎡의 생활 공간을 제공한다. 사유지는 사유림, 공원, 정원 및 자체 그랑크뤼 포도밭으로 둘러싸여 있다.
2012년에 이 호텔은 5년 간의 리노베이션과 복원을 거쳐 찬사를 받은 건물 재개발을 완료하여 12세기의 광대한 역사적, 건축적 유산과 21세기의 안락함 및 보안 기준을 결합했다.
이 건물은 스위스계 독일인 가문이 소유하고 있다.

## 지리
알라망의 면적은 계산 방법에 따라 다르지만, 2012년 기준으로 2.60–2.59k㎡이다. 이 면적 중 1.51k㎡ (58.1%)가 농업 목적으로 사용되는 반면 0.45km 2 (17.3%는 삼림이 된다. 나머지 토지 중 0.60k㎡ (23.1%)가 정착지(건물 또는 도로)이고, 0.03k㎡ (1.2%)가 불모지이다.
건축면적 중 공업용 건물이 전체 면적의 5.8%, 주택과 건물이 7.7%, 교통 기반시설이 8.5%를 차지했다. 전력 및 수자원 기반시설 및 기타 특별 개발 지역이 면적의 0.7%를 차지했다. 삼림 중 16.2%는 울창한 숲으로 덮여 있고, 1.2%는 작은 나무 군락으로 덮여 있다. 농경지 중 19.2%는 작물 재배에 사용되며 4.2%는 목초지로 사용되며 34.6%는 과수원이나 덩굴 작물에 사용된다.
지자체는 2006년 8월 31일에 해산될 때까지 Rolle구의 일부였으며, 알라망은 새로운 모르주구의 일부가 되었다.
시정촌은 오본느강의 오른쪽 둑을 따라 제네바 호수를 따라 위치해 있다.

## 인구통계
2020년 12월 기준, 알라만의 인구는 442명이다. 2008년 기준으로 인구의 25.3%가 거주하는 외국인이다. 1999년부터 2009년까지 지난 10년 동안 인구는 2.9%의 비율로 변화했다. 이주로 인해 0.3%의 비율로, 출생 및 사망으로 인해 2.9%의 비율로 변경되었다.
2000년 기준, 인구 대부분인 337명(86.0%)이 프랑스어를 사용하며, 독일어가 16명(4.1%)으로 2위이고, 포르투갈어가 12명(3.1%)으로 3위이다. 이탈리아어를 할 줄 아는 사람도 6명이 있었다.
지자체의 인구 중 98명(약 25.0%)가 알라만에서 태어나 2000년에 그곳에 살았다. 같은 주에서 태어난 130명(33.2%)가 있었고, 53명(13.5%)가 스위스 다른 곳에서 태어났고, 103명(26.3%)은 스위스 밖 외국에서 태어났다.
2008년에는 스위스 시민이 6명, 비스위스계 시민이 1명을 출산했으며, 같은 기간에 스위스 시민이 3명 사망했다. 이민과 이민을 무시하면 스위스 시민의 인구는 3이 증가하고, 외국인 인구는 1이 증가했다. 스위스에서 이민을 온 스위스 남성이 2명 있었다. 동시에 다른 나라에서 스위스로 이주한 2명의 비스위스계 여성이 있었다. 2008년 전체 스위스 인구 변화(시 경계를 넘는 이동을 포함한 모든 출처에서)는 9명 감소하고, 비스위스계 인구는 5명 증가했다. 이것은 -1.0% 의 인구 성장률을 나타낸다.
2009년 현재 알라망의 연령 분포는 다음과 같다. 31명의 어린이(인구의 7.9%)가 0~9세, 47명의 청소년(11.9%)이 10~19세이다. 성인 인구 중 54명(인구의 13.7%)이 20~29세이다. 47명 또는 11.9%는 30 ~ 39세, 72명 또는 18.3 %는 40 ~ 49세, 50명 또는 12.7%는 50 ~ 59세이다. 고령자 분포는 46명 또는 인구의 11.7%가 60세이다. 그리고 69세는 30명(70~79세)은 7.6%, 80~89세는 17명(4.3%)이다.
2000년 기준으로 시정촌에 미혼이거나 독신인 사람은 166명이다. 기혼자 197명, 미망인은 17명, 이혼 12명이었다.
2000년 기준으로 시정촌의 개인가구는 164세대로 가구당 평균 2.3명이다. 1 인 가구는 55가구, 5인 이상 가구는 10가구였다. 총 167가구 중 1인 가구가 32.9%로 부모와 동거하는 성인이 1명이었다. 나머지 가구 중 자녀가 없는 기혼가구는 49가구, 자녀가 있는 기혼가구는 50가구로 자녀가 있는 편부모는 8가구였다. 1가구는 혈연관계가 없는 사람들로, 3가구는 일종의 기관이나 집단주택으로 구성되어 있었다.
2000년에는 총 126동의 주거동 중 64가구(전체의 50.8%)가 단독주택이었다. 다가구주택은 27채(21.4%), 주로 주거용으로 사용되는 다목적 건물은 20채(15.9%), 기타 용도(상업용·산업용)는 15채(11.9%)였다. 단독주택 중 21채는 1919년 이전에 지어졌고, 5채는 1990년에서 2000년 사이에 지어졌다. 다가구 주택(11채)이 1919년 이전에 지어졌고, 그 다음으로 많은 주택(6채)이 1919년과 1945년 사이에 지어졌다.
2000년에는 시정촌에 190개의 아파트가 있었다. 가장 흔한 아파트 규모는 3실 58실이었다. 19실 19실과 5실 이상 46실이 있었다. 이 중 상시 입주가 가능한 아파트는 156채(전체의 82.1%), 성수기 아파트는 24채(12.6%), 공실은 10채(5.3%)였다. 2009년 기준 신규주택 건설률은 인구 1000명당 0세대였다. 2010년 시정촌 공실률은 0%였다.
역사적 인구는 다음 차트에 나와 있다.

## 국가중요문화재

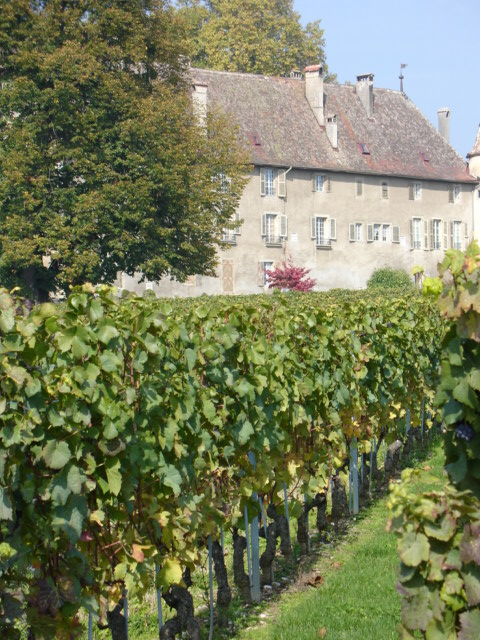
알라망성의 바닥

알라망성은 국가적으로 중요한 스위스 문화유산으로 등재되어 있다.

## 정치
2007년 연방 선거에서 가장 인기 있는 정당은 23.87%의 득표율을 기록한 SVP였다. 다음으로 가장 인기 있는 3개 정당은 녹색당 (21.95%), SP (19.27%), FDP (10.77%)였다. 연방 선거는 총 130표를 던졌고, 투표율은 53.7%였다.

## 경제
2010년 기준으로 알라만의 실업률은 4.2%였다. 2008년 현재 1차 경제 부문에 56명이 고용되어 있으며, 이 부문에 약 15개 기업이 참여하고 있다. 51명이 2차 부문에 고용되었고, 이 부문에 3개의 기업이 있었다. 366명이 3차 부문에 고용되어 있으며, 이 부문에는 38개의 기업이 있다. 시정촌 주민은 210명으로 일정 정도 고용되었으며, 그중 여성이 전체 노동력의 42.4%를 차지하였다.
2008년 정규직에 상응하는 총 일자리 수는 367개였다. 1차 부문의 일자리 수는 36개였으며, 그중 농업이 30개, 어업 또는 어업이 6개였다. 2차 부문의 일자리 수는 50개였으며, 그중 49개(98.0%)는 제조업에, 1개는 건설에 종사했다. 3차 부문의 일자리 수는 281개였다. 3차 부문에서; 206(73.3%)은 도소매 또는 자동차 수리업, 36(36)(12.8%) 호텔 또는 레스토랑, 2(0.7%) 정보업, 2(2(0.7%)) 보험 또는 금융업, 1 기술 전문가 또는 과학자였으며, 20 또는 7.1%가 교육을 받았다.
2000년에는 자치단체로 통근하는 근로자가 88명, 출퇴근한 근로자가 142명이었다. 지자체는 근로자의 순수출 지자체이며, 1명이 전입할 때 약 1.6명의 근로자가 지자체를 떠나고 있다. 근로인구 중 11.4%가 출퇴근용 대중교통을, 58.6%가 자가용을 이용하였다.

## 종교
2000년 인구 조사에서 77명(19.6%)가 로마 가톨릭 신자였으며, 197명(50.3%)가 스위스 개혁 교회에 속했다. 나머지 인구 중 정교회 교인은 6명(인구의 약 1.53%)이었고, 다른 기독교 교인은 16명(약 4.08%)이었다. 이슬람교는 17명(인구의 약 4.34%)이었다. 65명(약 16.58%)이 교회에 속하지 않고, 불가지론자 또는 무신론자이며, 22명(인구의 약 5.61%)이 질문에 대답하지 않았다.

## 교육
알라망에서는 인구의 약 125명(31.9%)이 필수가 아닌 고등 중등 교육을 이수했으며, 77명(19.6%)이 추가 고등교육( 대학 또는 응용학문대학)을 마쳤다. 고등교육을 마친 77명 중 49.4%가 스위스 남성, 29.9%가 스위스 여성, 7.8%가 비스위스계 남성, 13.0%가 비스위스계 여성이었다.
2009/2010 학년도에 알라망 학군에는 총 43명의 학생이 있었다. 보주의 주립학교 시스템에서는 정치 구역에서 2년간의 의무가 아닌 유아원을 제공한다. 학년도 동안 정치 지역은 총 631명의 어린이에게 유치원 보육을 제공했으며, 그중 203명의 어린이(32.2%)가 보조금을 받는 유치원 보육을 받았다. 주의 초등학교 프로그램은 학생들이 4년 동안 출석해야 한다. 시립 초등학교 프로그램에는 22명의 학생이 있었다. 의무 중학교 과정은 6년 동안 지속되며 해당 학교의 학생은 21명이었다.
2000년 기준으로, 알라만에는 다른 지자체에서 온 23명의 학생이 있었고, 70명의 주민들은 지자체 외부의 학교에 다녔다.

## 교통
지자체에는 로잔-제네바선에 알라망역이라는 기차역이 있다. 안마스, 로잔, 생모리스 및 팔레지유까지 정기 운행한다.